# Нижній Калгукан
Нижній Калгука́н (рос. Нижний Калгукан) — село у складі Калганського району Забайкальського краю, Росія. Адміністративний центр Нижньо-Калгуканського сільського поселення.

## Населення
Населення — 749 осіб (2010; 872 у 2002).
Національний склад (станом на 2002 рік):
- росіяни — 100 %